# Isamu Akasaki
Isamu Akasaki (赤崎 勇 Akasaki Isamu,  født 30. januar 1929, død 1. april 2021) var en japansk ingeniør og fysiker, der var specialiseret i halvledereteknologi. Han er bedst kendt for at opfinde den kraftige galliumnitrid (GaN) pn-overgang blå LED i 1989 og den efterfølgende forbedrede udgave.
Han modtog Kyoto Prize i Advanced Technology i 2009 for denne opfindelse, og IEEE Edison Medal i 2011. Han modtog nobelprisen i fysik sammen med Hiroshi Amano og Shuji Nakamura i 2014, "for opfindelsen af effektive blå lysdioder, som har gjort det muligt at fremstille lysstærke og energibesparende hvide lyskilder."